# Tudorella

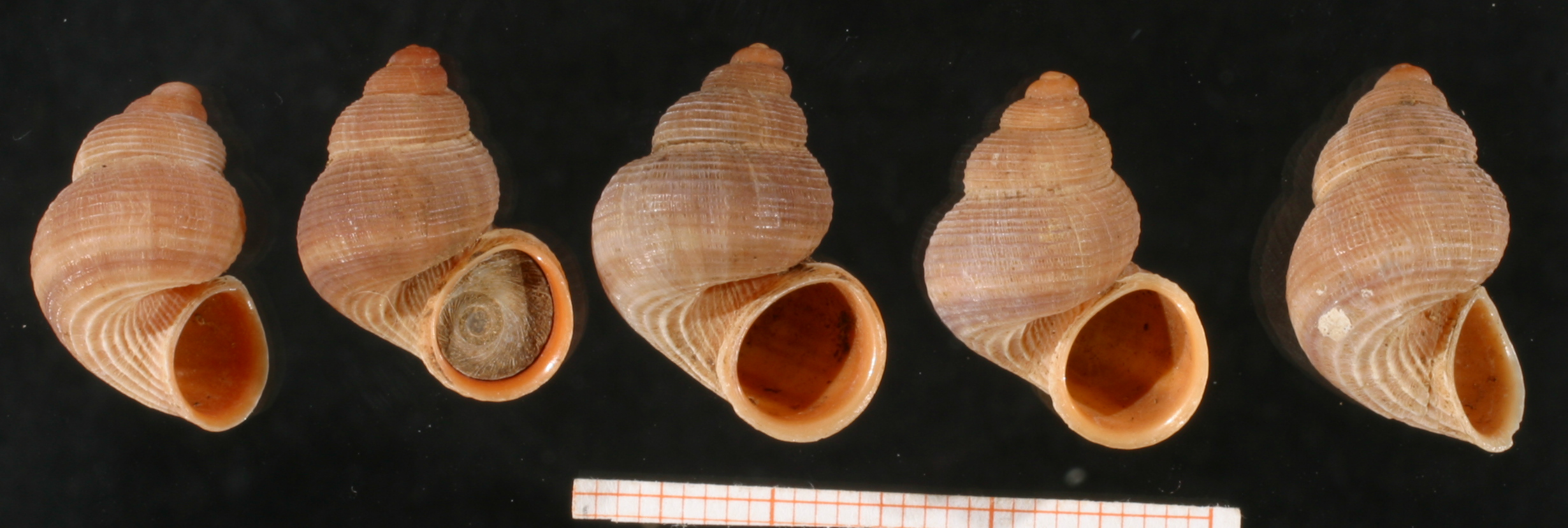
Tudorella sulcata (Draparnaud, 1805)

Tudorella ist eine Gattung auf dem Land lebender Schnecken aus der Familie der Landdeckelschnecken (Pomatiidae) in der Ordnung der Sorbeoconcha. Die älteste Art stammt aus dem Miozän von Frankreich.

## Merkmale
Die Gehäuse der Vertreter der Gattung Tudorella erreichen etwa 12 bis 22 mm Höhe und 10 bis 16 mm Breite. Sie weisen 5 bis 6 mäßig bis gut gewölbte Windungen auf, die von einer flachen bis mäßig tiefen Naht voneinander abgesetzt sind. Die Gehäuse sind länglich-konisch geformt mit einem stumpfen Apex. Die letzte Windung erreicht 5/8 bis 3/4 der Gesamthöhe des Gehäuses. Die Skulptur besteht aus einem netzartigen Muster, das auf der Endwindung häufig schwächer wird. Insgesamt sind etwa 20 bis 30 Spiralstreifen vorhanden. Der Protoconch zeigt eine Mikroskulptur aus mikroskopischen kleinen Gruben. Die Mündungsöffnung ist eiförmig, gerundet an der Basis und annähernd winklig in der oberen Ecke. Der Mundsaum ist einfach und kaum erweitert. Bei allen Arten der Gattung sind die Gehäuse der Weibchen im Durchschnitt etwas größer als die Gehäuse der Männchen.
Das Operkulum ist eiförmig und verkalkt. Es hat nur 1¼ bis drei Windungen. Die Windungen drehen im Gegenuhrzeigersinn. Der Nukleus liegt nahe am Rand. Das Operkulum sitzt tief bis mäßig tief in der Mündung.

## Geographische Verbreitung
Die rezenten Arten der Gattung Tudorella leben in den Küstenregionen des westlichen Mittelmeeres und Nordafrikas; in Nordafrika bis etwa 80 km von der Küste entfernt. Sie leben dort die meiste Zeit tief vergraben im Boden oder der Laubstreu unter Kalkfelsen. Sie sind nur bei feuchtem Wetter aktiv.

## Taxonomie
Das Taxon wurde von Paul Henri Fischer 1885 im Werk "Manuel de conchyliologie et de paléontologie conchyliologique" als Sectio von Cyclostoma vorgeschlagen. Der Name Tudorella erscheint in diesem Werk ohne Definition, lediglich mit der Nennung einer Art, Cyclostoma ferruginea Lamarck. Nach den Internationalen Regeln für die Zoologische Nomenklatur war dies zu dieser Zeit ein gültiger Vorschlag, Tudorella Fischer, 1885 ist verfügbar. Die Zahl der Arten in der Gattung Tudorella ist noch etwas unsicher. Drei Arten sind allgemein anerkannt. Pfenninger et al. (2010) gehen dagegen von acht rezenten Arten aus, davon zwei noch unbeschriebene Arten. Eine in der Literatur noch nicht detailliert beschriebene Population aus Südportugal könnte nach Ansicht von F. Welter Schultes eine weitere noch unbeschriebene Art sein.
- †Tudorella baudoni (Michaud, 1862), Mittleres Pliozän
- †Tudorella draparnaudi (Matheron, 1843), Tortonium, Miozän
- Tudorella ferruginea (Lamarck, 1822)
- †Tudorella larteti (Noulet, 1851), Tortonium, Miozän
- Tudorella mauretanica (Pallary, 1899)
- Tudorella melitensis (Sowerby, 1847)
- Tudorella multisulcata (Potiez & Michaud, 1838)
- Tudorella panormitana Sacchi, 1954
- †Tudorella schafarziki (Gaál, 1911), Sarmatium, Miozän
- †Tudorella sepulta (Rambur, 1862), Vindobonium, Miozän
- Tudorella sulcata (Draparnaud, 1805)
- Tudorella sp.1, Sardinien
- Tudorella sp.2, Kabylei
- Tudorella n.sp.?, Südportugal, Algarve[2]

Fast völlig in der Literatur untergegangen (und nicht in den neueren Arbeiten berücksichtigt) ist Tudorella sulcata pachya (Pallary, 1936) aus Ostmarokko. Die Unterart (oder Art?) zeichnet sich durch sehr große Gehäuse bis 27 mm Höhe aus.

## Belege

### Online
- Animal Base: Genus summary for Tudorella Fischer, 1885